# Hôpital du Vésinet
L’hôpital du Vésinet, ancien asile impérial, est situé au Vésinet dans les Yvelines. Il fut construit sous le Second Empire par l’architecte Eugène Laval pour servir d’asile aux ouvrières convalescentes. 
Il est toujours utilisé comme centre hospitalier et contient notamment un centre de rééducation et un service de long séjour.
Cet hôpital est le pendant à l'ouest de Paris de l’hôpital national de Saint-Maurice dans le Val-de-Marne.
C’est dans cet hôpital que fut hospitalisé le général allemand Erwin Rommel à la suite du mitraillage de sa voiture en juillet 1944.
Il a été partiellement inscrit aux Monuments historiques le 5 décembre 1997.